# Indagine pericolosa
Indagine pericolosa (Fortune Is a Woman) è un film del 1957 diretto da Sidney Gilliat. È un adattamento cinematografico del romanzo Fortune Is a Woman dello scrittore britannico Winston Graham.

## Trama
Oliver Branwell è un investigatore assicurativo della Abercrombie & Son che si ritrova coinvolto in incendi dolosi, ricatti e omicidi.